# Bastion Władysława IV na Wawelu
Bastion Władysława IV – część fortyfikacji Wzgórza Wawelskiego.
Budowla zwana obecnie bastionem Władysława IV jest pozostałością po jednej z trzech gotyckich baszt, które osłaniały bramę zw. Dolną lub Pierwszą, stanowiącą od XIV do XIX w. główną bramę wjazdową na Wawel. Baszty te zostały wzniesione prawdopodobnie za panowania Władysława Jagiełły. W XVI wieku w wyniku kilkakrotnych prac budowlanych przekształcona została w basteję, a w okresie panowania Władysława IV prawdopodobnie nadbudowana (1644–1646). W latach 1739–1740 była naprawiana pod kierunkiem architekta Franciszka Torianiego. Obniżono ją w latach 1821–1828, w czasie likwidacji sąsiedniego zespołu fortyfikacyjnego bramy Dolnej, a na szczycie umieszczono kolisty podest z balustradą. W 1921 r. ustawiono na nim pomnik Tadeusza Kościuszki, dzieło Leonarda Marconiego. Obecny posąg, odlany w 1960 jest darem miasta Drezna, gdyż poprzedni został zniszczony przez hitlerowców w 1940 roku.